# انجمن طراحی صنعتی (ایتالیا)
آدی‌ای (انجمن طراحی صنعتی) (به ایتالیایی: Associazione per il Disegno Industriale) انجمنی متشکل از ۱۱۰۰ طراح، تولیدکننده، روزنامه‌نگار تجاری، مدارس و پژوهشگران طراحی مستقر در ایتالیا است.